# Wola Sobiekurska
Wola Sobiekurska – dawny folwark, położony nad rzeką Jagodzianką, na terenie obecnej gminy Karczew, w powiecie otwockim, województwie mazowieckim. 
Wieś szlachecka  położona była w drugiej połowie XVI wieku w powiecie czerskim  ziemi czerskiej województwa mazowieckiego. 
Do Woli Sobiekurskiej należały tereny dzisiejszych wsi Brzezinki, Janowa i Kozłówki - łukówieckiej kolonii. Folwark istniał już w XV wieku. Pierwszymi jego właścicielami byli członkowie rodu Sobiekurskich, następnie folwarkiem władali Duccy i Glinieccy. W 1678 roku Stanisław Gliniecki sprzedał go Bielińskim. 
W 1827 roku w Woli Sobiekurskiej w 5 domach żyło 63 włościan, którzy zajmowali się na ogół hodowlą owiec i wyrabianiem okowity. Prym wśród owczarzy wiodła rodziny Olszewskich. Do folwarku należał także Młynek - młyn na Jagodziance. W 1886 roku Wola liczyła 667 mórg, z czego 130 przypadało na grunty orne i ogrody, 84 na łąki, 447 na lasy. Po rozparcelowaniu folwarku, jego tereny zostały rozdzielone pomiędzy wsie Brzezinka, Janów i Dąbrowa. 